# Marcapasso transvenoso
O marcapasso transvenoso é um dispositivo usado para corrigir uma frequência cardíaca lenta quando ela está trazendo sintomas significativos. Pode ser usado em casos que não respondem à atropina . Muitas vezes esse ritmo é um bloqueio cardíaco completo . Outras opções incluem epinefrina ou dopamina e estimulação transcutânea . 
O procedimento de instalação do marcapasso é feito com a pessoa deitada de costas e com a cabeceira da cama abaixada. Um introdutor é colocado na jugular interna direita e outras são seguidos para a completa instação do dispositivo.

## Usos médicos
A estimulação transvenosa é usada para corrigir uma frequência cardíaca lenta que está resultando em sintomas significativos.  Geralmente, esse ritmo é um bloqueio cardíaco completo, que não responde a medicamentos. Outras opções temporárias incluem epinefrina ou dopamina e estimulação transcutânea . O benefício em relação à estimulação transcutânea é que, uma vez instalada, é menos dolorosa.

## Contraindicações
Não há contraindicações absolutas, embora aqueles com sintomas leves, uma válvula tricúspide artificial, apresentem sinais de toxicidade a digoxina e que acabaram de ter um infarto e receberam anticoagulantes sejam relativamente contraindicados.

## Técnica

### Posicionamento
O procedimento é feito com a pessoa deitada de costas e com a cabeceira da cama abaixada. O procedimento pode ser feito à beira do leito, com anestesia local ou em conjunto com sedação . É necessário pelo menos um assistente.

### Passos

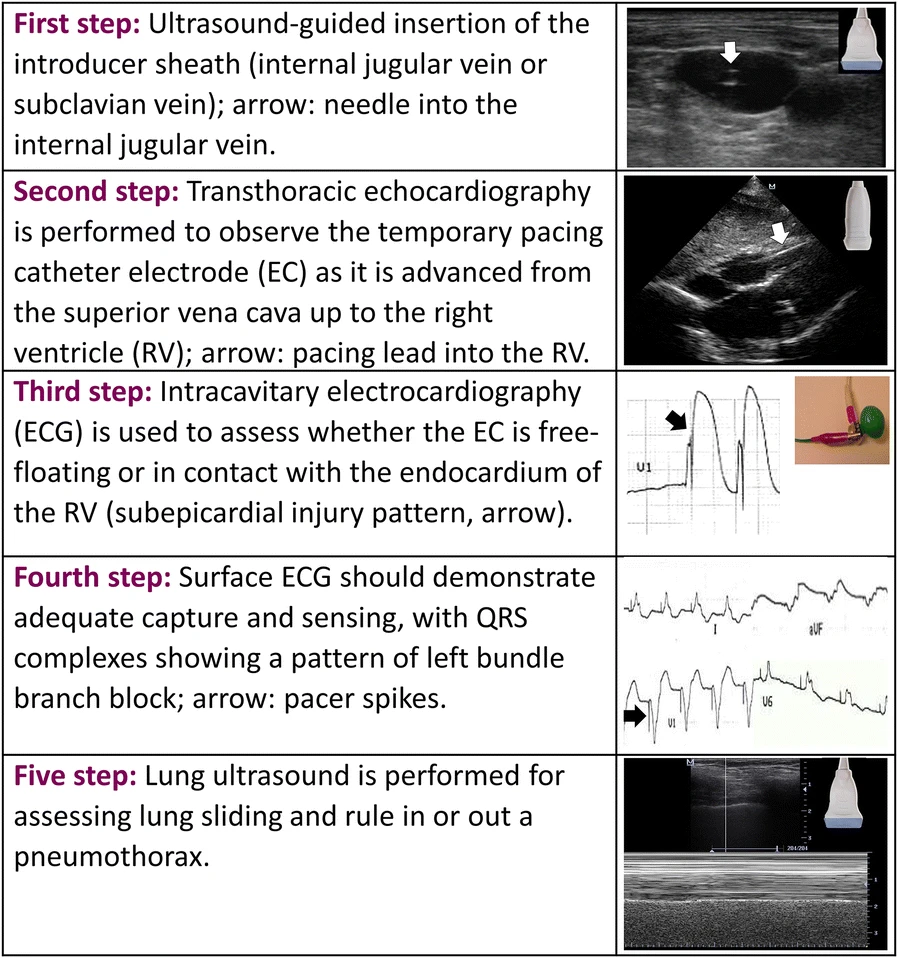
Colocação guiada por ultrassom juntamente com ECG interno e externo

1. O primeiro passo é colocar um introdutor de bainha[1].  Isso geralmente é feito na veia jugular interna direita[5].
2. Para verificar o balão no aparelho, encha com 1,5 ml de ar e depois esvazie[5].
3. Uma manga estéril é fixada ao cubo da bainha[5].
4. Insira o dispositivo cerca de 20 cm (até as 2 linhas pretas) através do cubo e da manga com a bobina da ponta voltada para a esquerda da pessoa[5].
5. Conecte o dispositivo ao gerador de energia e ligue o gerador[5]. O eletrodo positivo vai para o terminal positivo do conector e o eletrodo negativo vai para o terminal negativo do conector[2].
6. Ajuste o gerador para 80 BPM e a saída para 20 mA[5][2]. A sensibilidade deve ser definida como assíncrona e no menor número de sensibilidade[2].
7. Encha o balão e avance o marcapasso para o ventrículo direito[5]. Isso aparecerá como picos de marcapasso e um amplo complexo QRS no monitor[5].
8. Ajuste a saída do gerador para o menor mA efetivo[5]. Diminua a taxa para 60 BPM[2]. A sensibilidade também pode ser aumentada[2].
9. Desinfle o balão e prenda a manga e a bainha no lugar[5].

O dispositivo de estimulação também pode ser avançado através da veia sob orientação de eletrocardiografia (ECG) ou ultrassom . Antes de puxar o dispositivo para trás, certifique-se de que o balão esteja vazio.

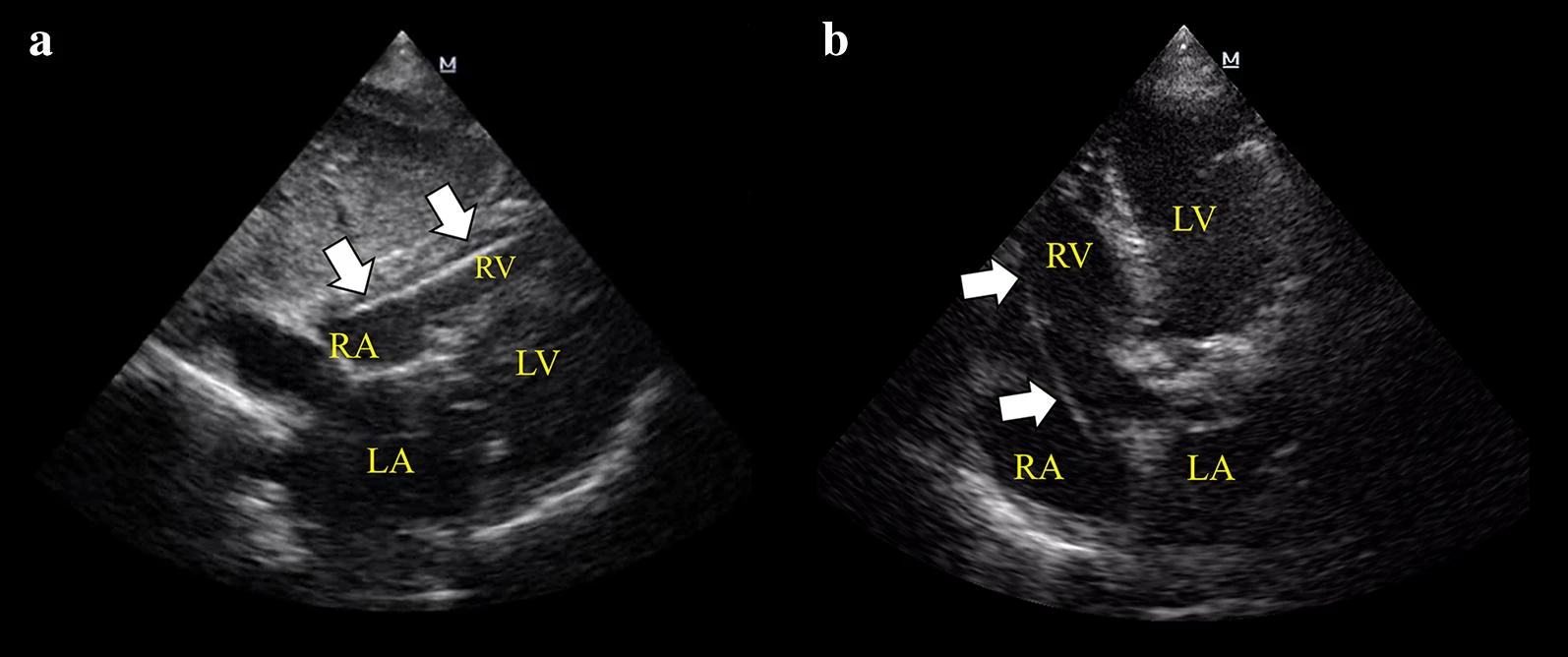
Ultrassonografia mostrando o dispositivo no ventrículo direito
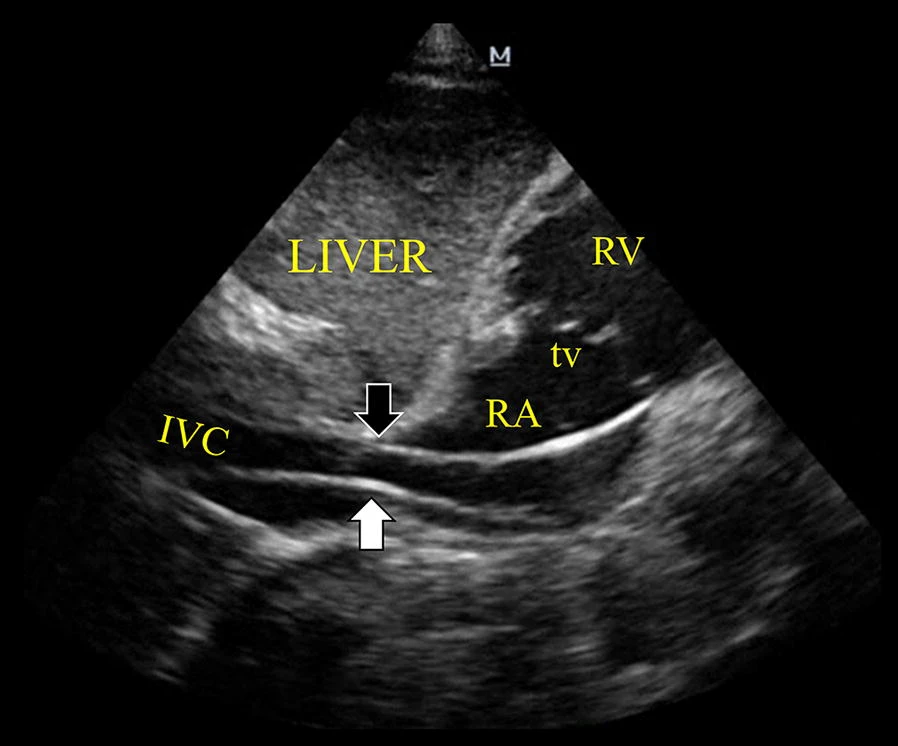
Dispositivo passando de forma inadequada para a veia cava inferior
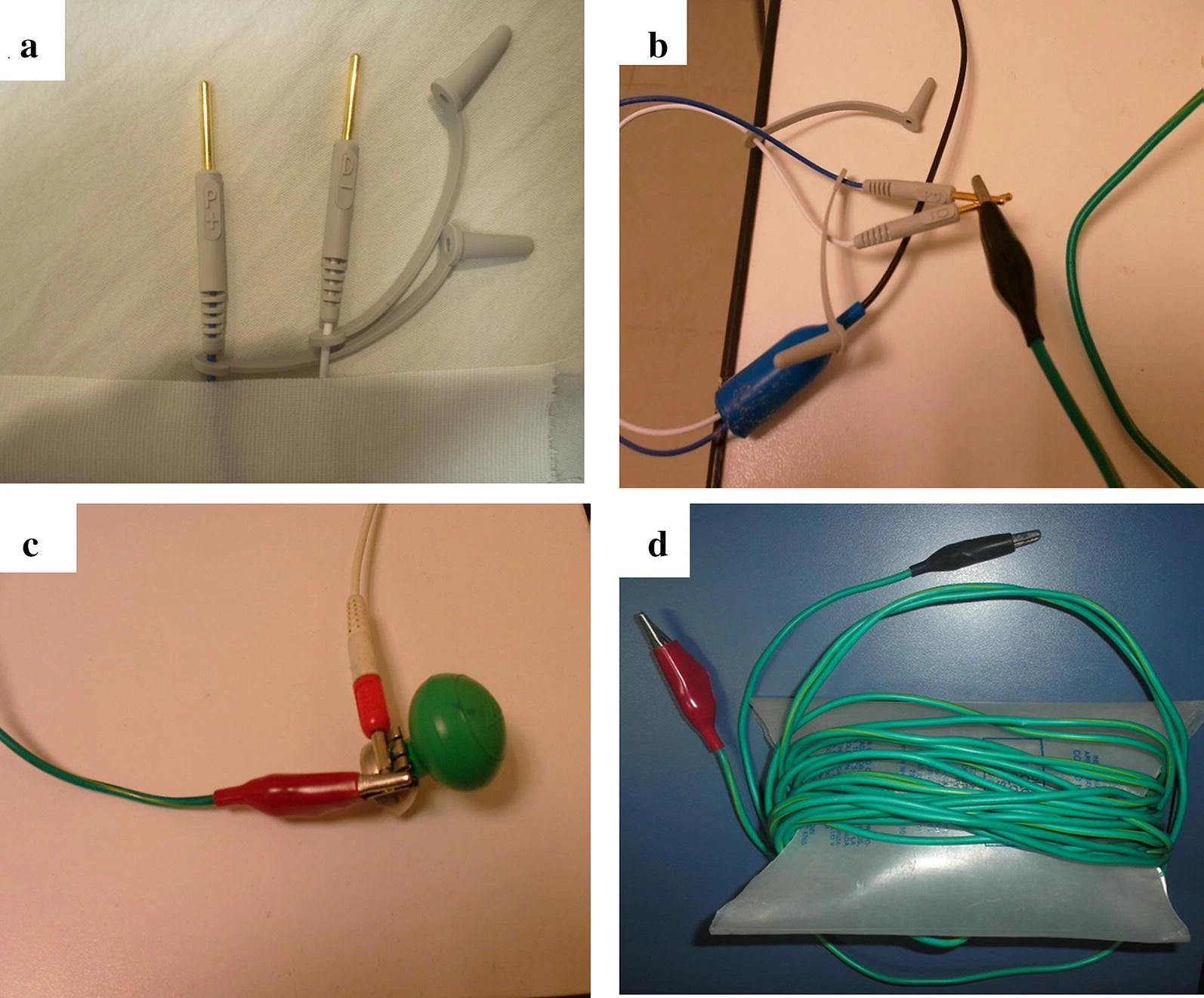
Configuração para fazer um ECG do dispositivo
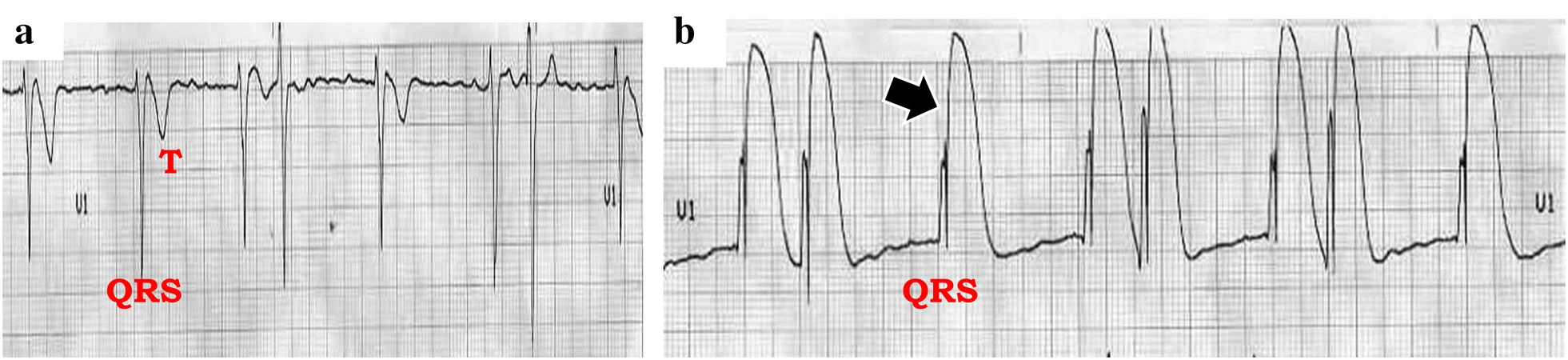
Exemplo de ECG do dispositivo a) flutuando livremente no VD b) em contato com a parede do VD
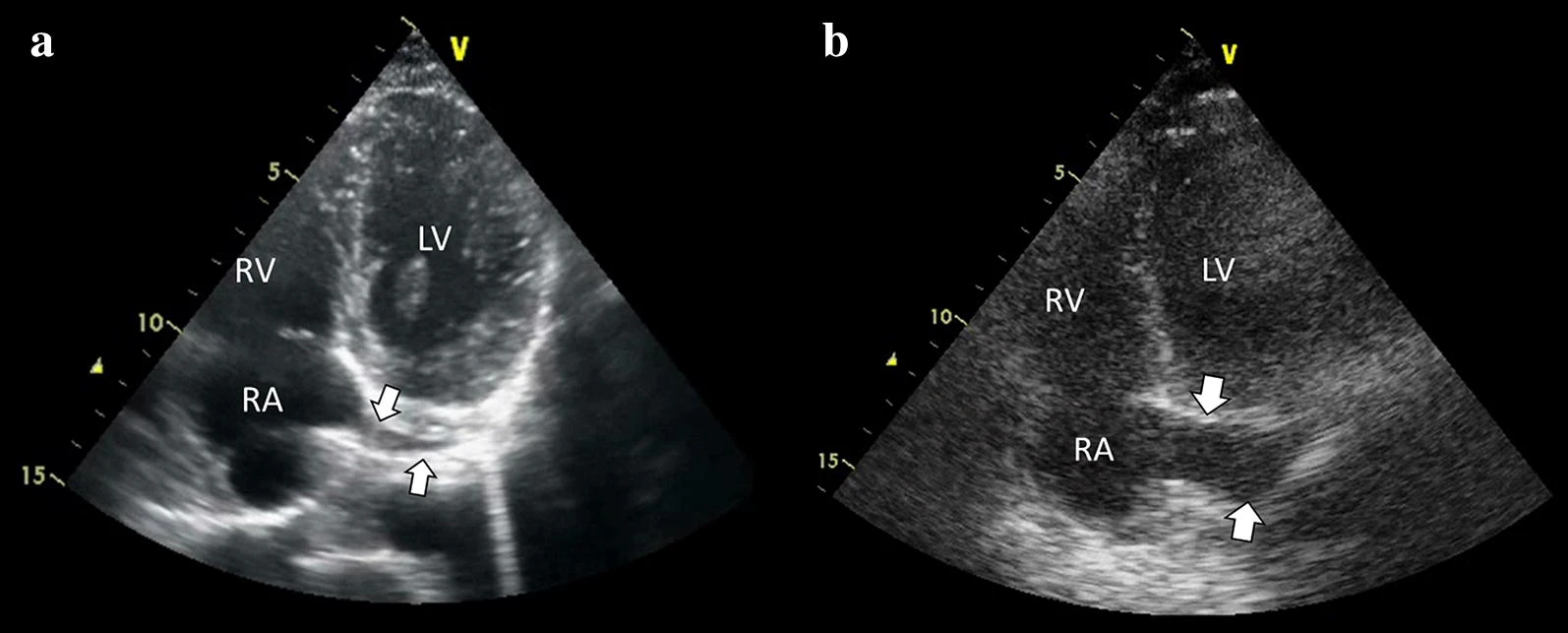
É possível colocar o eletrodo no seio coronário, normal (esquerdo) dilatado (direito). Tal colocação é aceitável.

### Solução de problemas

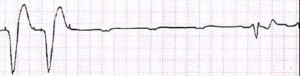
Falha no ritmo
Isso faz com que o marcapasso não produza um impulso quando deveria. As soluções podem envolver a verificação das baterias ou a ligação ao gerador de energia. O dispositivo pode ser configurado para assíncrono com um mA máximo para descartar outras causas.

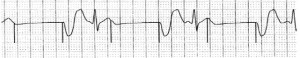
Subsensibilização
Isso faz com que o marcapasso não se iniba quando ocorre um batimento cardíaco normal. A preocupação é o risco de arritmias, como R em T.  A solução é diminuir a sensibilidade, tornando o marcapasso mais sensível.

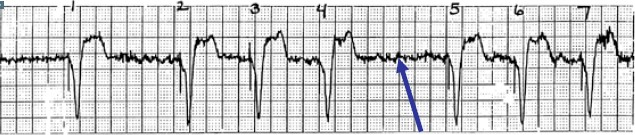
Supersensorização
Isso faz com que o marcapasso pense que uma batida ocorreu naturalmente no coração e, portanto, não consegue fornecer um impulso. A solução é frequentemente aumentar a sensibilidade para tornar o marcapasso menos sensível ou alterá-lo para assíncrono.

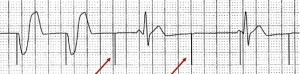
Falha na captura
Isso resulta em um pico de marcapasso não seguido de um complexo QRS (batimento do ventrículo). A solução geralmente é aumentar a corrente (mA). Outras medidas incluem a verificação de anormalidades eletrolíticas, a colocação da pessoa em uma posição diferente e o reposicionamento do dispositivo.

## Pós-procedimento

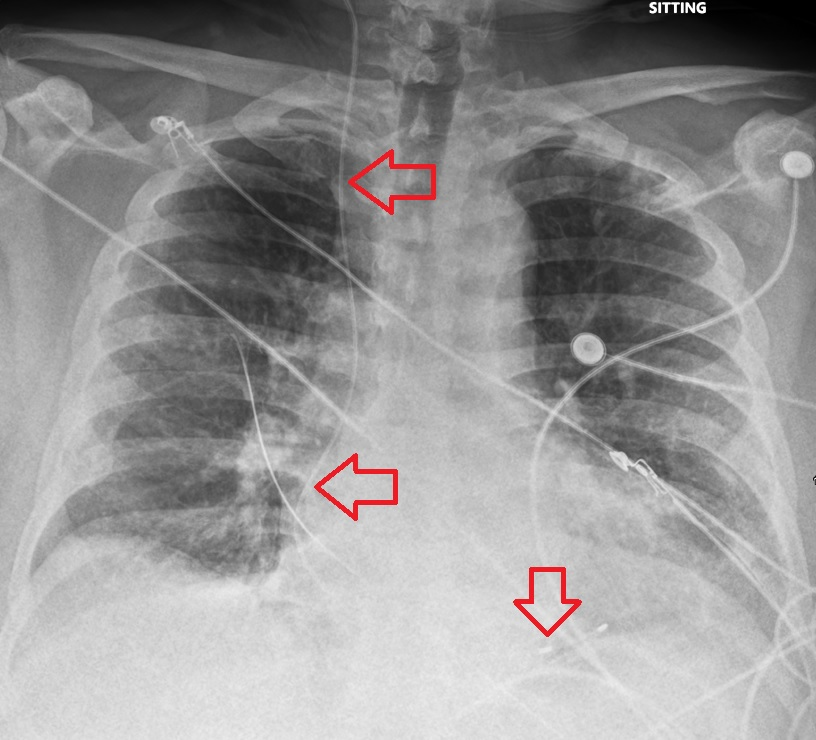
Marcapasso temporário na veia jugular interna direita

Uma radiografia após o procedimento é obtida para confirmar a colocação do eletrodo de estimulação e descartar complicações como pneumotórax . A desfibrilação e a cardioversão ainda podem ser realizadas em alguém com marcapasso temporário.

## Complicações
As complicações incluem disritmias cardíacas e aquelas relacioniadas à colocação de um cateter venoso central, como o pneumotórax .